# Pelochares
Pelochares – rodzaj chrząszczy z rodziny Limnichidae i podrodziny Limnichinae.

## Morfologia i występowanie
Przedplecze o dobrze widocznym obrębieniu boków, które urywa się przed przednią krawędzią, tworząc kolec. Tarczka nieco tylko dłuższa niż szeroka. Biodra odnóży tylnych z podłużną bruzdą, dzielącą je wzdłuż.
Przedstawiciele rodzaju zamieszkują Europę, Azję, Afrykę oraz krainę australijską.
W Polsce występuje tylko P. versicolor.

## Taksonomia
Rodzaj opisany został w 1869 roku przez Martiala Étienne’a Mulsanta i Claudiusa Reya.
Opisano 20 gatunków z tego rodzaju:

- Pelochares acuminatus Champion, 1923
- Pelochares acutipennis Pic, 1935
- Pelochares alluaudi Delève, 1968
- Pelochares basilewskyi (Pic, 1955)
- Pelochares biroi (Pic, 1956)
- Pelochares congoensis Delève, 1968
- Pelochares densatus Pic, 1922
- Pelochares diversus (Pic, 1922)
- Pelochares emarginatus Mulsant et Rey, 1869
- Pelochares gibbipennis Champion, 1923
- Pelochares minutus DelBve, 1968
- Pelochares muriizus Baudi, 1870
- Pelochares oblongulus Champion, 1925
- Pelochares philippinensis Delève, 1973
- Pelochares rugiventrus Champion, 1923
- Pelochares ryukyuensis Satô, 1966
- Pelochares sulciger Champion, 1923
- Pelochares trifidus Champion, 1923
- Pelochares versicolor Waltl, 1838
- Pelochares vitalisi Pic, 1935